# Српски биографски речник
Српски биографски речник (скраћено СБР) је енциклопедијска публикација која доноси биографије свих значајнијих личности из српске историје од првих писаних споменика (IX века) до 1945, и то из практично свих области људског деловања и стваралаштва. Овакви подухвати су код готово свих европских народа предузимани од XVII до XX века и публиковани у вишетомним издањима која се до данашњих дана периодично допуњавају подацима о савременим личностима и новим сазнањима о онима из старијих времена.

## Организација
Под окриљем Матице српске група наших еминентних историчара и научних радника, окупљена око идеје Александра Форишковића, подухватила се великог и веома важног посла на изради Српског биографског речника. Радом на Српском биографском речнику до смрти у јуну 2012. године руководио је академик Чедомир Попов.
Послови на изради Српског биографског речника одвијају се у оквиру Лексикографског одељења Матице српске. Редакцију Српског биографског речника чини тим од 6 запослених стручњака који координирају рад Уређивачког и Редакционог одбора и мреже од близу 1 000 сарадника ангажованих на писању одредница (на писању одредница за један том ангажовано је око 330 сарадника).
Критеријум за улазак у Речник предвиђао је три категорије личности. У прву спадају личности које су обављале значајну друштвену, политичку или стручну функцију. Другу категорију, по којој је ушао највећи број, спадају личности које су својим стваралаштвом биле креатори српске историје. У трећој групи се налазе странци (несрби), који су утицали на токове српске историје, својим креативним или рушилачким радом.
У Редакцији Српског биографског речника завршен је огроман истраживачки поступак и сакупљени су подаци о 30.500 личности. Сам Азбучник чини око 22.500 досијеа личности које су оставиле трага у српској историји, а као посебан фонд чувају се подаци о око 5.500 личности странаца везаних на разне начине за наш народ. Српски биографски речник поседује биографске податке за више десетина хиљада ефемерних личности.
До сада је објављено седам томова (до слова Пан).
Азбучник до сада објављена четири тома Речника као и око 200 одабраних биографија, које одсликавају структуру обухваћених личности, постављени су на сајт Матице српске како би се јавност и на овај начин упознала са пројектом. Тренутно се на сајт Матице српске поставља и Азбучник петог тома и око 100 одабраних биографија из те публикације.

## Уређивачки одбор
Уређивачки одбор чини тим наших најугледнијих историчара, историчара уметности, историчара књижевности, музиколога, театролога, англиста, слависта, теолога, османиста, итд.
- Др Бранко Бешлин - главни уредник и уредник за прву половину 20. века
- Др Ђорђе Бубало - уредник за Средњи век
- Др Војин С. Дабић - уредник за период од 16. до 18. века и за 18. век
- Др Петар Крестић - уредник за прву половину 19. века
- Др Ђорђе Ђурић - уредник за другу половину 19. века
- Др Злата Бојовић - уредник за дубровачку и бококоторску књижевност
- Др Миливој Ненин - уредник за књижевност
- Др Марија Клеут - уредник за књижевност
- Др Даница Петровић - уредник из области музичке уметности
- Др Зоран Т. Јовановић - уредник за историју позоришта и сценске уметности
- Др Бранислав Тодић - уредник за ликовну уметност
- Др Ирина Суботић - уредник за ликовну уметност
- Др Марица Шупут - уредник за област архитектуре и грађевинарства
- Др Миле Бјелајац - уредник за војну историју
- Др Јован Максимовић - уредник за историју медицине

Чланови Уређивачког одбора су и
- Мр Милица Бујас
- Академик Миро Вуксановић
- Академик Василије Крестић
- Академик Војислав Марић
- Добрила Мартинов
- Др Бранко Момчиловић
- Др Радмила Радић
- Др Сузана Рајић
- Др Дарко Танасковић
- Др Недељко Радосављевић
- Др Радомир Ј. Поповић
- Др Исидора Точанац Радовић
- Др Биљана Шимуновић Бешлин

- Уредник за фотографију и секретар Уређивачког одбора је др Александра Новаков

На уређивању Српског биографског речника за живота су радили и други еминентни научни радници као што су: академик Чедомир Попов, академик Сима Ћирковић, академик Славко Гавриловић, академик Радован Самарџић, епископ шумадијски др Сава Вуковић, академик Мирослав Пантић, академик Никша Стипчевић, др Божидар Ковачек, др Никола Гаћеша, др Александар Форишковић, др Радован Биговић, др Саво Скоко, итд.
Чланови Редакционог одбора
- Мр Драган Тубић (председник Редакционог одбора)
- Др  Бранко Бешлин
- Др Ђорђе Бубало
- Др Војин С. Дабић
- Др Петар В. Крестић
- Милорад Вукашиновић
- Александра Николић
- Татјана Пивнички Дринић
- Др Бранислав О. Поповић

Српски биографски речник по свом обиму и значају спада у ред најзначајнијих послова из области друштвених наука у Србији и на својеврстан начин је мерило и одраз достигнућа и домета српског народа, што је од несумњивог значаја за његов национални идентитет.

## Издања
|   | Чланци/слова | Година објављивања | Број страница |
| - | ------------ | ------------------ | ------------- |
| 1 | А-Б ()       | 2004.              | 916           |
| 2 | В-Г ()       | 2006.              | 882           |
| 3 | Д-З ()       | 2007.              | 927           |
| 4 | И-Ка ()      | 2009.              | 922           |
| 5 | Кв-Мао ()    | 2011.              | 815           |
| 6 | Мар-Миш      | 2014.              | 938           |
| 7 | Мл-Пан       | 2018.              | 884           |